# Filipe José Couto
Filipe José Couto (* 30. Januar 1939 in Unango, Mosambik) ist ein mosambikanischer Theologe.
Couto besuchte von 1947 bis 1954 die Missionsschule in Massangulo in Mosambik und von 1958 bis 1962 das Gymnasium in Fátima in Portugal. 1962 ging er nach Italien und trat in den Orden der Turiner Missionare (IMC) ein. Von 1964 bis 1967 studierte er Philosophie in Rom. Von 1967 bis 1971 studierte er katholische Theologie an der Universität Münster. Bei Karl Rahner promovierte er zum Doktor der Theologie. 1969 wurde er in Lichinga zum katholischen Priester geweiht. Von 1976 bis 1981 lehrte er an der Universität Paderborn. Von 1981 bis 1983 lehrte er Kirchengeschichte in Perarniho in Tansania. Von 1984 bis 1987 war er Pfarrer von Catedral de Nampula in Mosambik. Von 1988 bis 1993 lehrte er Philosophie und Theologie am Missionary Institute of London. Von 1993 bis 1996 lehrte er in Morogoro in Tansania. Heute ist er Rektor der Universidade Católica de Moçambique.